# Flmodafinil
Ne doit pas être confondu avec Fladrafinil.
Le flmodafinil, également connu sous les noms de code CRL-40,940, NLS-4 et JBG01-41, ainsi que sous les appellations bisfluoromodafinil et lauflumide, est un agent promoteur de l'éveil, similaire au modafinil, développé pour traiter diverses affections,,. Celles-ci incluent notamment le syndrome de fatigue chronique, l'hypersomnie idiopathique, la narcolepsie, le trouble déficitaire de l’attention avec hyperactivité (TDAH) et la maladie d’Alzheimer,. Outre son développement en tant que médicament, le flmodafinil est vendu en ligne et utilisé à des fins non médicales comme nootrope (afin d'améliorer les fonctions cognitives),,.
Il a été démontré que le médicament agit de façon atypique comme un inhibiteur sélectif de la recapture de la dopamine,,,. Il produit des effets favorisant l'éveil chez les animaux,. Contrairement au modafinil, le flmodafinil n'influe pas sur les enzymes du cytochrome P450. Chimiquement, le flmodafinil est un dérivé énantiopur du modafinil et est également connu sous le nom de bisfluoromodafinil (c'est le dérivé substitué par le cycle (R)-bis(4-fluoro) phényle du modafinil),.
Le flmodafinil, développé par NLS Pharma, est en phase de développement préclinique depuis janvier 2024 pour le traitement du syndrome de fatigue chronique. Aucun développement récent n'a été rapporté pour l'hypersomnie idiopathique et le développement a été interrompu pour la narcolepsie, le TDAH et la maladie d'Alzheimer.

## Pharmacologie

### Pharmacodynamie
Le flmodafinil est un inhibiteur sélectif de la recapture de la dopamine (IRD),,. Son affinité (K i ) pour le DAT est de 4 090 nM. Au niveau du transporteur de la sérotonine (SERT), son affinité (Ki) était de 48 700 nM (12 fois inférieur à celui du DAT) et avait une affinité négligeable pour le récepteur sigma σ1 (Ki > 100 000 nM). Il a été démontré que le médicament bloque le transporteur de la dopamine (DAT) à 83 %, dans une plus grande mesure que le méthylphénidate sans effets adrénergiques concomitants défavorables. Le médicament est un inhibiteur atypique des récepteur de la sérotonine (IRR), tout comme le modafinil,,.
Les affinités pour le DAT des énantiomères du flmodafinil et du modafinil ont également été étudiées,. Les affinités (Ki) étaient de 5 480 nM pour l'armodafinil ((R)-modafinil), 2 970 nM pour le (S)-(+)-flmodafinil (JBG1-048) et 4 830 nM pour le (R)-(–)-flmodafinil (JBG1-049),. Leurs affinités pour le récepteur SERT et σ1 ont également été documentées. De la même manière que le modafinil, le (S)-(+)-flmodafinil et le (R)-(–)-flmodafinil augmentent les niveaux de dopamine dans le noyau accumbens chez les animaux. Il a été démontré qu'ils augmentent les niveaux de dopamine jusqu'à 150 à 200 % de la valeur de base à la dose la plus élevée évaluée. Ces augmentations sont bien inférieures à celles provoquées par l'amphétamine ou la cocaïne,.
Une étude comparant les effets stimulants du flmodafinil et du modafinil a révélé que le flmodafinil prolongeait l'état d'éveil de manière significativement plus durable que le modafinil. Bien qu'aucun des deux composés n'ait provoqué de rebond du sommeil, le flmodafinil a altéré l'architecture du sommeil de façon moins marquée que le modafinil. Cette différence se manifestait par une réduction de la densité de puissance EEG dans les fréquences lentes (<4 Hz) après l'administration de flmodafinil, bien que les deux composés aient entraîné une augmentation de la densité de puissance par rapport au placebo.
Contrairement au modafinil, le flmodafinil n'est pas un inducteur des enzymes CYP3A4 ou CYP3A5 du cytochrome P450.

## Chimie
Le flmodafinil est un mélange racémique d'énantiomères (S)-(+)- et (R)-(–)-,. L'énantiomère (S)-(+) a été désigné par JBG1-048 et l'énantiomère (R)-(–) a été désigné par JBG1-049.
Les analogues du flmodafinil comprennent le modafinil, l'armodafinil ((R)-modafinil), l'esmodafinil ((S)-modafinil), l'adrafinil (CRL-40,028 ; N-hydroxymodafinil), le fladrafinil (CRL-40,941 ; bisfluoroadrafinil) et le CE-123, entre autres.

## Histoire
Le flmodafinil a été breveté en 2013 et des recherches précliniques sont en cours depuis décembre 2015,,,,,. Il semble qu'il ait été breveté pour la première fois dans les années 1980,.

## Recherche
La pharmacocinétique du flmodafinil est en cours d'étude.